# اليوم العالمي للتوعية بأمواج تسونامي
اليوم العالمي للتوعية بأمواج تسونامي هو حدث للأمم المتحدة، يُقام في 5 نوفمبر من كل عام، أقرته الجمعية العامة للأمم المتحدة في 22 ديسمبر 2015، ويهدف إلى زيادة الوعي بالآثار الخطيرة لموجات تسونامي وأهمية الاستعداد للتسونامي والإنذار المبكر من هذه الموجات، إذ بلغ عدد القتلى الناجم عن موجات التسونامي خلال المائة عام الماضية ما يقرب من 260 ألف شخص.

## وصلات خارجية
- الموقع الرسمي.